# Diecezja Boké
Diecezja Boké – diecezja rzymskokatolicka w Gwinei, z siedzibą w Boké. Sufragania metropolii Konakry. 

## Historia
Diecezja powstała 22 lutego 2024 z części terytorium archidiecezji Konakry. Pierwszym biskupem został mianowany Moïse Tinguiano. 

## Główne świątynie
- Katedra Najświętszego Serca Jezusa w Boké[2]

## Biskupi diecezjalni
- Moïse Tinguiano (od 2024)